# Northrop HL-10

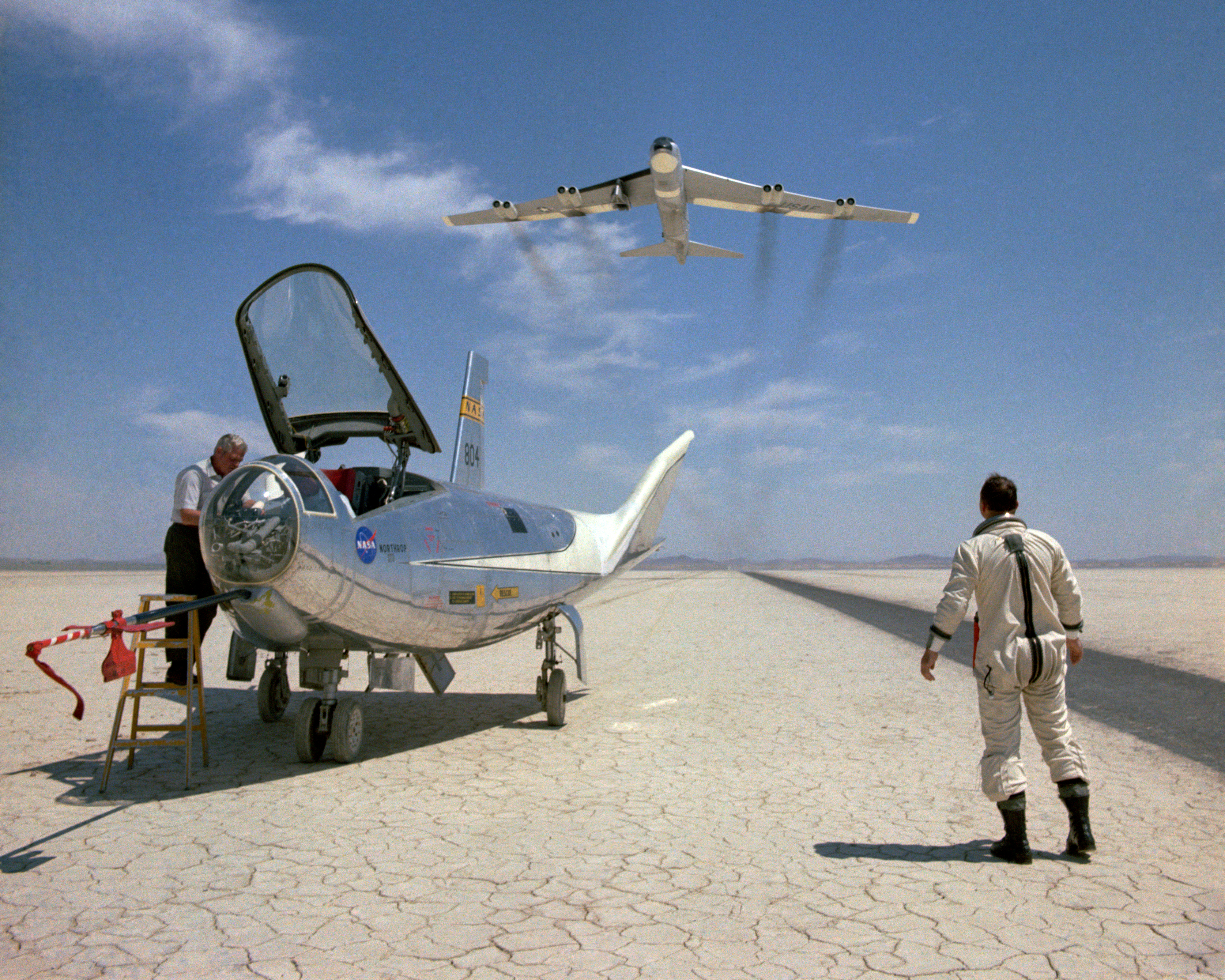
HL-10 mit B-52

Die Northrop HL-10 war ein US-amerikanisches Experimentalflugzeug auf Basis des Tragrumpfkonzeptes. Sie war das dritte aus einer Reihe von tragflächenlosen Experimentalflugzeugen, die zwischen 1963 und 1975 getestet wurden. Weitere Maschinen waren:
- die NASA M2-F1 (1963)
- die Northrop M2-F2 (1968)
- die Martin-Marietta X-24 (1969)
- die Northrop M2-F3 (1970).

Die Buchstaben H und L standen dabei für horizontal landing (waagerecht landend) und die Zahl 10 für das zehnte Konzept des Langley Research Centers der NASA. Mit diesen Maschinen konnte gezeigt werden, dass Tragflächen- und antriebslose Flugzeuge sicher gesteuert und an definierter Stelle gezielt gelandet werden können. Darüber hinaus wurde das Hochgeschwindigkeitsverhalten von Tragrumpfflugzeugen untersucht.

## Geschichte
Nach dem erfolgreichen Test der M2-F1 beauftragte die NASA die Firma Northrop mit dem Bau von zwei weiteren Lifting Bodies (der  HL-10 und der M2-F2), die jedoch jetzt in Metallbauweise gefertigt werden sollten und so ein Vielfaches des Vorgängers wogen. Im Gegensatz zu den anderen Lifting Bodies dieser Reihe besaß die HL-10 ein deltaförmiges Tragwerk. Die Maschine wurde Ende 1965 fertiggestellt und im Januar 1966 an die NASA geliefert. Zum Einsatz wurde die Maschine durch einen B-52-Bomber in eine Höhe von etwa 13.000 m gebracht und bei etwa 720 km/h ausgeklinkt. Danach zündete die Maschine ihr Raketentriebwerk, das einen Treibstoffvorrat für eine Brenndauer von etwa 100 s besaß. Der Erstflug (noch ohne Antrieb) fand am 22. Dezember 1966 mit dem Piloten Bruce Peterson statt, wobei sich (wie auch bei anderen Lifting Bodies) Steuerungsprobleme zeigten. Diese konnten durch Änderungen der Form der drei Ruder behoben werden. Insgesamt flog die HL-10 37-mal, davon die letzten 26 Flüge mit Einsatz ihres Raketentriebwerkes. Sie erreichte dabei eine Höchstgeschwindigkeit von Mach 1,86, also 1.976 km/h. Damit wurde gleichzeitig der Rekord für das schnellste Tragrumpf-Flugzeug gebrochen. Das Flugzeug wurde von NASA-Testpilot Pete Hoag als Teil einer Studie über mögliche Entwürfe für zukünftige Raumfahrzeuge geflogen. Außerdem wurde eine Flughöhe von über 27.500 m (27. Februar 1970 mit Bill Dana am Steuer) erzielt. Ihr letzter Flug fand am 17. Juli 1970 statt. Heute ist die Maschine im NASA-Testflugzentrum auf der Edwards Air Force Base (Kalifornien) ausgestellt.

## Technische Daten
- Besatzung: 1
- Länge: 6,45 m
- Spannweite: 4,15 m
- Höhe: 2,92 m
- Tragflügelfläche: 14,9 m²
- Leermasse: 2.397 kg
- Startmasse: 2.721–4.540 kg (max. 1.604 kg Treibstoff)
- Antrieb: 1 × Raketentriebwerk XLR-11 mit vier Düsen und 36 kN Schub
- Höchstgeschwindigkeit: 1.976 km/h
- Reichweite: 72 km
- größte erreichte Flughöhe: 27.524 m

Die Sicht zur Seite war für den Piloten stark eingeschränkt und die gebogene Plexiglaskuppel der Nase hatte für die Landung unerwünschte optische Eigenschaften mit einem Verkleinerungseffekt.